# ジョシュア・フルノ
ジョシュア・フルノ（Joshua Furno、1989年10月21日 - ）は、イタリアのラグビーユニオン選手。

## プロフィール
- オーストラリア・メルボルン出身[1]。
- 現役時代のポジションはロック(LO)、フランカー(FL)。
- 身長 202cm、体重 118kg
- U20イタリア代表に選ばれたことがある。
- イタリア代表通算キャップ数は37でラグビーワールドカップ2015のイタリア代表に選ばれた[2]。

## 略歴
RCナルボンヌ、ビアリッツ、ニューカッスル、ゼブレ、オタゴ、フォース、サンディエゴ・リージョン、ウェリントン、ビアリッツ、サンディエゴ・リージョン、USブレッサンヌ、ゼブレを経て、2023年、USダクスに加入。